# Charles Hutton
Charles Hutton   (Newcastle upon Tyne, 14 d'agost de 1737 - Londres, 27 de gener de 1823) fou un matemàtic anglès.

## Biografia
Charles Hutton nasqué a la ciutat de Newcastle upon Tyne en el si d'una família immigrant de Westmorland que traballava a les mines de Longbenton. Als set anys Hutton sofreix un accident en barallar-se amb un company de classe i se li disloca una espatlla, incapacitat que li provoca que tingui professors particulars que van anar detectant en ell una capacitat innata per a les matemàtiques.
El 1764 publicà la seva primera obra titulada The Schoolmaster's Guide, or a Complete System of Practical Arithmetic a Newcastle upon Tyne. Es tracta d'un llibre elemental d'aritmètica que va ser adoptat a les escoles molt ràpidament.
El 1772, després de l'esfondrament d'un pont de Newcastle sobre el riu Tyne, va publicar un llibre sobre l'estabilitat dels ponts.
El 1773 va ser nomenat professor de la Reial Escola Militar de Woolwich, càrrec que va mantenir fins els setanta anys (1807) quan es va retirar. A més, va ser editor de The Ladies' Journal, una revista anual d'almanacs i calendaris astronòmics, des de 1774 fins a 1818.
Hutton tingué inquietud per tots els aspectes de la ciència i va publicar molts articles a les revistes científiques de l'època. L'any 1774 participa en l'experiment de Schiehallion i gràcies a les mesures de Nevil Maskelyne, mesura per primera vegada la constant de la gravitació i la densitat mitjana del globus terrestre. El juliol de 1774 va ser elegit membre de la Royal Society i el 1778 va rebre la medalla Copley.
Es va dedicar durant la seva vida a ampliar i traduir a l'anglès l'Histoire des mathématiques de Jean-Étienne Montucla, que es va publicar Londres l'any 1803 i posteriorment s'amplià el 1814.

## Obres
- The Schoolmasters Guide, or a Complete System of Practical Arithmetic (1764)
- A Treatise on Mensuration (1767 – 1770)[7]
- Tables of the Products and Powers of Numbers (1781)
- Mathematical Tables (1785)
- Elements of Conic Sections (1787)
- Mathematical and Philosophical Dictionary (1795-1796. en dos volums), una de les seves obres més famoses[8]
- Course of Mathematics (1798)
- Recreations in Mathematics and Natural Philosophy (1803), format per quatre volums, traduint del francès i ampliant l'obra de Jacques Ozanam Récréations mathématiques et physiques"[8]